# Hayashimo
L'Hayashimo (早霜? lett. "Brina precoce") è stato un cacciatorpediniere della Marina imperiale giapponese, diciassettesima unità della classe Yugumo. Fu varato nell'ottobre o novembre 1943 dall'arsenale di Maizuru.
Appartenente alla 2ª Divisione dall'agosto 1944, operò individualmente nei primi mesi di servizio nelle acque metropolitane, coinvolto in esercitazioni combinate con alcune delle portaerei nipponiche. In maggio si trasferì con il grosso della flotta da battaglia a Tawi Tawi ed espletò un intenso servizio di guardia e pattugliamenti antisommergibile. Fu presente alla battaglia del Mare delle Filippine (19-20 giugno), durante la quale contribuì al salvataggio di parte degli uomini della portaerei Hiyo. Verso la fine di ottobre fu tra le navi schierate per la battaglia del Golfo di Leyte e fu danneggiato da attacchi aerei il 25 e poi il 26 ottobre, trovandosi costretto a gettare le ancore dinanzi alla costa occidentale dell'isola di Semirara; vi fu abbandonato semiaffondato, il 30 novembre, dopo una lunga odissea.

## Servizio operativo

### Costruzione
Il cacciatorpediniere Hayashimo fu ordinato nell'anno fiscale edito dal governo giapponese nel 1942. La sua chiglia fu impostata nell'arsenale militare di Maizuru il 20 gennaio 1943 e il varo avvenne in un giorno imprecisato del novembre 1943; una fonte, al contrario, afferma che sia avvenuto il 20 ottobre 1943. Fu completato il 20 febbraio 1944 e il comando fu affidato al capitano di fregata Yasuo Arai. Fu immediatamente assegnato all'11ª Squadriglia cacciatorpediniere, dipendente dalla 1ª Flotta e demandata all'addestramento delle nuove unità in tempo di guerra.

### 1944
L'Hayashimo si spostò il 22 febbraio 1944 a Kure per intraprendere le esercitazioni, non disturbate dal passaggio amministrativo della squadriglia alla Flotta Combinata (24 febbraio). Completato l'addestramento, si spostò nel Kyūshū e salpò il 23 marzo da Saginoseki al fianco della portaerei leggera Ryuho dapprima per Kagoshima, proseguendo fino a Kure. Lo Hayashimo da solo navigò quindi per prendere in consegna la nuova portaerei Taiho, con la quale si ancorò a Hashirajima il 28. Il 2 aprile l'Hayashimo passò agli ordini del capitano di corvetta Toshio Hirayama e, a metà mese, fu coinvolto in alcune esercitazioni con la portaerei leggera Junyo, per poi spostarsi il 23 a Yokosuka: la settimana successiva fu riassegnato alla 2ª Squadriglia della 2ª Flotta, sebbene senza far parte organicamente di una divisione. Salpò a inizio maggio, raggiunse Iwakuni e si reincontrò con la Ryuho, con la quale attese a esercitazioni tra Yashima e Tokuyama; le due unità si fermarono quindi l'8 maggio a Saeki dove si stava raccogliendo una parte importante della flotta da battaglia. L'11 questa importante squadra, composta dalla 2ª e 3ª Divisione portaerei, dalla nave da battaglia Musashi, dallo Hayashimo e dai cacciatorpediniere Nowaki, Yamagumo, Shigure, Michishio, Tamanami e dall'Akishimo ancora in addestramento, salpò alla volta dell'ancoraggio avanzato di Tawi Tawi. L'isola fu raggiunta il 16 ma si rivelò meno sicura del previsto, poiché le sue acque pullulavano di sommergibili statunitensi. Per il mese successivo l'Hayashimo fu coinvolto in regolari pattugliamenti con altri cacciatorpediniere, operazioni rischiose che causarono perdite tra i ranghi nipponici senza intaccare seriamente le capacità dei battelli americani. Il 9 giugno, dopo la distruzione del Tanikaze, l'Hayashimo fu dirottato in mare aperto e rafforzò lo schermo difensivo della Taiho in esercitazione. Il 13 le forze navali a Tawi Tawi si spostarono in massa a ovest delle isole Marianne, si riunirono alla 3ª Flotta e combatterono nella battaglia del Mare delle Filippine; l'Hayashimo fu schierato nella "Forza B" del contrammiraglio Takatsugu Jōjima e, il 19, salvò l'equipaggio di un aerosilurante Nakajima B6N, ammarato vicino alla Junyo. Il giorno successivo contribuì agli sbarramenti contraerei quando un massiccio gruppo di velivoli imbarcati statunitensi piombò sulle flotte nipponiche. La portaerei Hiyo fu affondata e l'Hayashimo si prodigò nel recupero dei naufraghi, salvandone 232, quindi seguì le navi in ripiegamento fino all'isola di Okinawa, raggiunta la mattina del 23. Salpò poco dopo con la 7ª Divisione incrociatori e si ancorò il giorno seguente nel Mare interno di Seto.
Il 1º luglio, dopo essersi spostato a Kure, l'Hayashimo salpò con il gemello Akishimo per accompagnare la 5ª Divisione incrociatori (Myoko, Haguro) incaricata di recare truppe a Manila e Zamboanga, per poi raggiungere Singapore. La traversata si svolse come previsto e senza incidenti. Il 15 agosto i due cacciatorpediniere furono ufficialmente affiancati al Kiyoshimo nella 2ª Divisione, dipendente dalla 2ª Squadriglia della 2ª Flotta (viceammiraglio Takeo Kurita): l'Hayashimo divenne la nave ammiraglia del reparto, imbarcando il capitano di vascello Nagayoshi Shiraishi con lo stato maggiore. Per i due mesi successivi l'attività dell'Hayashimo non è nota. Nella seconda metà del 1944 l'unità aveva sicuramente ricevuto una serie di modifiche e potenziamenti. Due installazioni triple di cannoni Type 96 da 25 mm furono piazzate su due piattaforme, erette ai lati del fumaiolo anteriore; i paramine e metà della ricarica per i tubi lanciasiluri furono rimossi. L'albero tripode prodiero fu rinforzato per ospitare una piccola piattaforma sorreggente un radar Type 22, adatto all'individuazione di bersagli navali; alla base dell'albero fu costruita una camera per gli operatori. Prima della battaglia del Golfo di Leyte, inoltre, fu quasi certamente dotato di un secondo radar, un Type 13 (specifico per i bersagli aerei) all'albero tripode di maestra. Infine comparve, sul ponte di coperta, un certo numero di cannoni Type 96 su affusto singolo, in ogni caso non superiore a dodici. Le fonti, purtroppo, sono generiche sul periodo di questi interventi. Il 14 ottobre l'Hayashimo e l'Akishimo salparono da Singapore con lo speciale compito di prelevare i componenti dello stato maggiore della 31ª Armata, allora a Manila, e di trasferirli a Saigon. Tre giorni dopo, però, Kurita li richiamò urgentemente a Brunei, poiché fervevano i preparativi del complesso attacco aeronavale orchestrato dalla Marina imperiale nelle acque delle Filippine: l'Hayashimo e l'Akishimo ricevettero il dispaccio solo la mattina del 18, quando si trovavano al largo della città in attesa che terminasse un'incursione aerea statunitense. Le due unità invertirono la rotta e si precipitarono a Brunei, schivando l'attacco di due sommergibili statunitensi.

### L'affondamento

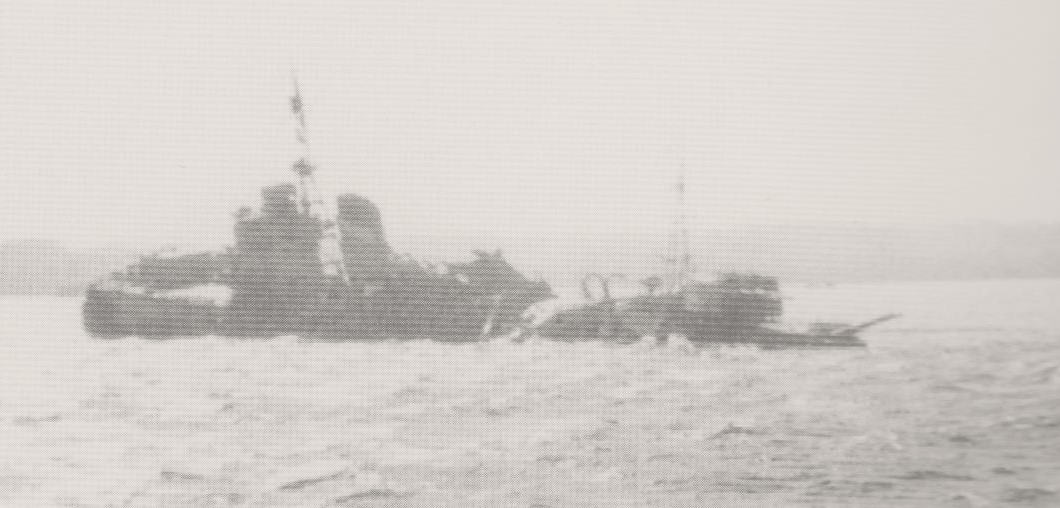
LHayashimo incagliato e gravemente danneggiato, la poppa sommersa fin quasi alla sommità della torretta più arretrata

Arrivati la mattina del 20 ottobre, l'Hayashimo si rifornì di carburante dalla nave da battaglia Yamato. Intanto erano iniziati gli sbarchi americani sull'isola di Leyte e il cacciatorpediniere, con il resto della divisione d'appartenenza, fu assegnato al grosso della flotta che avrebbe dovuto attraversare il Mar di Sibuyan, lo Stretto di San Bernardino e calare da nord sul Golfo di Leyte. Sopravvisse al contrastato attraversamento del Mar di Sibuyan, durante il quale rivendicò l'abbattimento di tre apparecchi nemici, e combatté nella confusa battaglia al largo dell'isola di Samar: verso le 13:30 fu però quasi centrato da diverse bombe. Le concussioni furono tali che si aprì uno squarcio di 30 metri alla linea di galleggiamento e diversi serbatoi furono crivellati di schegge, causando la diluizione del combustibile con l'acqua salmastra. Il capitano Hirayama fece gettare le ancore allo scopo di tentare riparazioni provvisorie e, soprattutto, di risolvere la contaminazione da acqua per far ripartire le turbine. Alle 16:40 decine di velivoli americani piombarono sul cacciatorpediniere, mitragliandolo ripetutamente ma senza riuscire a colpirlo con alcuna bomba; in ogni caso antenne, radiogoniometro e girobussola furono distrutti. Assistito dall'Akishimo, l'Hayashimo riuscì a rimettersi in moto e le due unità puntarono allo Stretto di San Bernardino a 12 nodi, lungo la rotta di ripiegamento della 2ª Flotta. All'alba del 26 intravidero la squadra all'imbocco occidentale dello Stretto di Tablas ma, ormai, l'Hayashimo aveva i serbatoi quasi a secco: il capitano di vascello Shiraishi ordinò pertanto all'Akishimo di procedere per suo conto e poco dopo le 10:00 riuscì a bloccare l'Hayashimo su una bassa scogliera, poco al largo della costa occidentale dell'isoletta di Semirara (12°04′N 121°21′E): l'intenzione era di riparare le falle e, sfruttando l'alta marea, riprendere nei giorni seguenti la navigazione. L'equipaggio gettò in mare tutti i siluri per precauzione e si mise al lavoro, interrotto verso le 11:00 dall'attacco di una manciata di aerosiluranti; a dispetto dei bassi fondali, un siluro scoppiò a prua davanti alla torretta numero uno, i cui occupanti rimasero tutti uccisi. Inoltre collassò il ponte di coperta del castello di prua, la cui punta fu quasi staccata. Il capitano Shiraishi assunse il diretto comando dell'unità, poiché il capitano Hirayama era rimasto ferito nell'azione, e riuscì ad attirare l'attenzione del cacciatorpediniere Okinami che trasferì alcune tonnellate di carburante all'Hayashimo, prima di ripiegare nel pomeriggio a causa della comparsa di altri aerei americani; il suo comandante promise comunque di avvisare della situazione non appena avesse raggiunto l'isola di Coron (le apparecchiature di comunicazione della nave erano guaste).
Durante la notte il contrammiraglio Mikio Hayakawa, comandante della 2ª Squadriglia, ordinò al cacciatorpediniere Fujinami di prestare assistenza all'Hayashimo. La mattina del 27 ottobre il Fujinami localizzò l'unità sorella ma cadde vittima dei bombardieri in picchiata statunitensi; nel primo pomeriggio anche il cacciatorpediniere Shiranui, in cerca dell'Hayashimo, fu distrutto dai velivoli imbarcati americani. Nel caos degli attacchi il capitano Hirayama non riuscì a inviare una delle lance in aiuto dei naufraghi e l'Hayashimo subì altri danni, in particolare al timone, alle macchine di governo e nella sala motori, dove scoppiò un incendio; infine l'allagamento dei locali di poppa fece sì che il giardinetto finisse sott'acqua. La mattina del 28 ottobre divenne evidente che l'Hayashimo era spacciato e, pertanto, Hirayama ordinò di ammainare la bandiera. Il 1º novembre un idrovolante dell'incrociatore pesante Nachi ammarò vicino al cacciatorpediniere e Shiraishi consegnò una lettera al pilota per il comando giapponese a Manila che, la settimana successiva, organizzò un gruppo di tre vascelli per recuperare l'equipaggio dell'Hayashimo. Quest'ultimo, su ordine degli ufficiali, si era trasferito su un'isoletta poco distante con tutte le provviste: il 12 le tre imbarcazioni prelevarono circa 120 uomini, compresi Shiraishi, Hirayama e una cinquantina di feriti. Sul cacciatorpediniere rimase un gruppo di trenta marinai incaricati di vigilarlo in attesa di cariche di demolizione. In ogni caso l'intenzione di far saltare in aria il cacciatorpediniere fu abbandonata e il drappello fu trasportato sulla terraferma il 30 novembre, in seguito all'intensificarsi dei voli di ricognizione statunitensi tra Mindoro e Semirara. Il 3 dicembre, infatti, un bimotore Consolidated B-24 Liberator centrò l'Hayashimo con una bomba a sinistra della torre di comando, che scatenò un incendio, provocò gravi danni e l'allagamento di quasi tutti i locali, tanto che l'acqua raggiunse il tetto della torretta numero tre. Il martoriato relitto fu bersagliato per l'ennesima volta il 15 dicembre, nel corso degli sbarchi a Mindoro, dal cacciatorpediniere USS Walke, che lo incendiò con un centinaio di proietti.
Il 10 gennaio 1945 l'Hayashimo fu rimosso dai registri della Marina imperiale. Fu esplorato nell'aprile-maggio 1946 da una pattuglia statunitense, che rimosse alcune componenti, ma non è dato sapere cosa sia avvenuto del relitto nel dopoguerra.